# Sultan Bakht Begum
Sultan Bakht Begum o Bakht Sultan Agha fou una princesa timúrida esposa (concubina) de Miran Xah. El 1405 Miran Xah se la va emportar al Khurasan quan va anar allí a l'exili. Poc després el seu fill Abu Bakr es va reunir amb ell i van retornar a l'Iraq Ajamita, a Xahriyar; després van establir un ogrok (quarter) a Sauk Bulak, al Larijan on va quedar la princesa. Aprofitant que el campament estava poc vigilat, Rustem d'Esfahan i Muhammad Umar hi van fer una incursió i el van saquejar emportant-se a Sultan Bakht Begum, així com molt de botí, mentre els comandants del campament, Tavakul Barles i altres, estaven ocupats bevent; borratxos van perseguir als atacants en la ruta Sari-Kamix-Rayy i els van arribar a atrapar i enfrontar, però com que els atacants del campament eren mes nombrosos que els perseguidors, no van tenir gaires problemes en seguir el camí amb tot el que havien saquejat. Bakht Begum fou portada a Esfahan on va romandre fins que Abu Bakr els va derrotar i es va establir la capitulació que la princesa seria entregada al vencedor. Abu Bakr la va retornar a l'Iraq Ajamita.